# Gammarus troglophilus
Gammarus troglophilus är en kräftdjursart som beskrevs av Leslie Raymond Hubricht och J.G. Mackin 1940. Gammarus troglophilus ingår i släktet Gammarus och familjen Gammaridae. Inga underarter finns listade i Catalogue of Life.